# Sangamner
Sangamner (o Sangamnor) è una città dell'India di 61.958 abitanti, situata nel distretto di Ahmednagar, nello stato federato del Maharashtra. In base al numero di abitanti la città rientra nella classe II (da 50.000 a 99.999 persone).

## Geografia fisica
La città è situata a 19° 34' 0 N e 74° 13' 0 E e ha un'altitudine di 548 m s.l.m.

## Società

### Evoluzione demografica
Al censimento del 2001 la popolazione di Sangamner assommava a 61.958 persone, delle quali 31.679 maschi e 30.279 femmine. I bambini di età inferiore o uguale ai sei anni assommavano a 7.887, dei quali 4.152 maschi e 3.735 femmine. Infine, coloro che erano in grado di saper almeno leggere e scrivere erano 47.063, dei quali 25.437 maschi e 21.626 femmine.